# 4-Hidroksi-3-metilbut-2-enil difosfat reduktaza
4-hidroksi-3-metilbut-2-enil difosfat reduktaza (EC 1.17.1.2, izopentenil-difosfat:+ oksidoreduktaza, LytB, (E)-4-hidroksi-3-metilbut-2-en-1-il difosfatna reduktaza, HMBPP reduktaza, IspH, LytB/IspH) je enzim sa sistematskim imenom izopentenil-difosfat:+ oksidoreduktaza. Ovaj enzim katalizuje sledeću hemijsku reakciju
(1) izopentenil difosfat + 2O {\displaystyle \rightleftharpoons } (E)-4-hidroksi-3-metilbut-2-en-1-il difosfat + +
(2) dimetilalil difosfat + 2O {\displaystyle \rightleftharpoons } (E)-4-hidroksi-3-metilbut-2-en-1-il difosfat + +
Ovaj enzim je gvožđe-sumporni protein koji sadrži bilo [3] ili [4] kluster. Enzim sačinjava sistem u kome se feredoksin prvo redukuje i naknadno se reoksiduje posredstvom NAD(P)+-zavisne reduktaze.

## Literatura
- Nicholas C. Price; Lewis Stevens (1999). Fundamentals of Enzymology: The Cell and Molecular Biology of Catalytic Proteins (Third изд.). USA: Oxford University Press. ISBN 019850229X.
- Eric J. Toone (2006). Advances in Enzymology and Related Areas of Molecular Biology, Protein Evolution (Volume 75 изд.). Wiley-Interscience. ISBN 0471205036.
- Branden C; Tooze J. Introduction to Protein Structure. New York, NY: Garland Publishing. ISBN 0-8153-2305-0.
- Irwin H. Segel. Enzyme Kinetics: Behavior and Analysis of Rapid Equilibrium and Steady-State Enzyme Systems (Book 44 изд.). Wiley Classics Library. ISBN 0471303097.

## Spoljašnje veze
- 4-hydroxy-3-methylbut-2-enyl+diphosphate+reductase на 